# Salla Lintonen
Salla Lintonen, née le 13 avril 1983, est une actrice de cinéma et de théâtre. Elle a joué entre autres dans la série Engrenages (Canal+), dans le long-métrage Tout là-haut de Serge Hazanavicius et dans la série A Billion to One (Amazon Prime) où elle joue un des personnages principaux.

## Biographie
Salla Lintonen est née en Finlande dans la commune de Kirkkonummi. Ses parents sont Kati Lintonen, chercheuse et Ilmo Lintonen, réalisateur.

### Carrière
En 2004, après avoir obtenu son baccalauréat, Salla Lintonen tient un rôle récurrent dans la série finlandaise Pieni Rakkaustarina réalisée par Marjut Komulainen. Ensuite elle commence ses études d'art dramatique au sein d'une école nationale de théâtre à Helsinki.
En 2006, elle tient le rôle de la soldate Jasmin Kiila dans la série finlandaise Kotikatu.
En 2011, après quelques expériences scéniques en France, notamment dans Quelqu'un va venir de Jon Fosse avec la Compagnie Michel Tallaron, elle tient son premier rôle à la télévision française dans la série Interpol réalisée par Bruno Garcia.
En 2012, elle intègre la Compagnie des Asphodèles pour jouer dans le spectacle Les Irrévérencieux de Luca Franceschi. Le spectacle est sélectionné parmi les trois Coups de Cœur du Festival d'Avignon OFF 2013 par le Club de la Presse et il tourne ensuite en France métropolitaine et en Guadeloupe et Martinique.
En 2014, Salla Lintonen travaille avec la Compagnie Michel Tallaron au Musée de Valence (Drôme). Parallèlement, elle joue un petit rôle aux côtés de Charlotte de Turckheim dans le téléfilm Merci pour tout Charles d'Ernesto Oña.
En 2015, elle tient le rôle principal dans une installation vidéo de l'artiste finlandais Pekka Niskanen. Elle joue également dans Message To.., un court métrage réalisé par Rami Hassoun, avec Fadwa Souleimane. La même année, elle commence le tournage de la série internationale A Billion to One (réalisée par Ingrid Franchi) dans laquelle elle tient le rôle de Katri Sepp, un des personnages principaux. La série est achetée par Amazon Prime.
En 2016, elle commence la tournée de la pièce Le Quatrième Mur de la Compagnie des Asphodèles. Il s'agit de la première adaptation théâtrale du roman de Sorj Chalandon, mis en scène par Luca Franceschi. En plus d'une tournée nationale, la pièce joue deux fois au Festival d'Avignon OFF à guichets fermés, à La Chapelle du Verbe Incarné (2016) et au Théâtre des Carmes (2017) et en Guadeloupe, Martinique, Guyane, Suisse et Espagne.
En 2017, Salla Lintonen tient le rôle de Madame Dufour dans le long-métrage Tout là-haut de Serge Hazanavicius. Elle joue aussi un petit rôle aux côtés de Zabou Breitman dans la série Paris, etc.(Canal+).
En 2018, elle joue un petit rôle dans deux séries françaises, dans Cassandre réalisée par François Guérin et dans Alice Nevers réalisée par Jean-Christophe Delpias.
En 2021, elle tient le rôle de Madame Svar dans la huitième saison de la série Engrenages (Canal+) réalisée par Jean-Philippe Amar. Elle joue également dans la pièce Là le feu du Théâtre du Bruit.
En 2022, elle fait une apparition dans la série finlandaise My husband's wife réalisée par Inari Niemi.
On peut la voir actuellement dans la série finlandaise Syke (sortie en octobre 2023).

## Filmographie
Cinéma
- 2013 :  Singing for Lenin de Riikka Kuoppala
- 2015 : Me and La Tourette de Pekka Niskanen
- 2015 : Message to.. de Rami Hassoun
- 2017 : Tout là-haut de Serge Hazanavicius
- 2017 : Le Chorégrave de Jake Russell
- 2018 : Repeat:Helsinki de Guillaume Pin
- 2018 : Metatitanic de Hannaleena Hauru

À la télévision
- 2004 : Pieni rakkaustarina de Marjut Komulainen
- 2006 : Kotikatu de Jussi niilekselä
- 2007 : Joku kaltaiseni de Johanna Vuoksenmaa
- 2008 : Suuri performanssi de Tapio Piirainen
- 2009 : Sydänjää de Jyri Kähönen
- 2011 : Interpol de Bruno Garcia
- 2014 : Merci pour tout Charles de Ernesto Oña
- 2017 : Paris, Etc. de Zabou Breitman
- 2017 - 2019 : A Billion to One[21] de Marty Shea, Ingrid Franchi etc. (Amazon Prime)
- 2018 : Cassandre de François Guérin
- 2018 : Alice Nevers de Jean-Christophe Délpias
- 2019 : Profilage de Chris Briant
- 2020 : Engrenages de Jean-Philippe Amar
- 2020 : My husband's wife de Inari Niemi

## Théâtre
- 2009 : Le charme obscure d'un continent / Dunkel lockende welt de Klaus Händl, mise en scène Grégory Faive, Théâtre 145
- 2010 : Othello de William Shakespeare, mise en scène Elisabeth Chastagnier, Théâtre Tête d'Or, Lyon
- 2011 : Quelqu'un va venir de Jon Fosse, Théâtre municipal de Sens
- 2011 : Des racines et des elles de Christèle Rifaux, mise en scène de l'auteur
- 2012 : Les Sonnets ou le portrait de monsieur W.S. de La Troupe du Levant, mise en scène Benjamin Forel, Jardin du Pré-Catelan, Paris
- 2012 : Jack l'éventeur de Robert Desnos, mise en scène Florian Santos
- 2013 : Les Irrévérencieux de Luca Franceschi, mise en scène de l'auteur, La compagnie du Théâtre des Asphodèles
- 2014 : Attends-moi à la porte de la mer, mise en scène Michel Tallaron, Compagnie Michel Tallaron
- 2016 : Le Quatrième Mur de Sorj Chalandon, mise en scène et adaptation Luca Franceschi, La compagnie du Théâtre des Asphodèles
- 2019 : Là le feu, de Jonathan Lobos, mise en scène de l'auteur, Théâtre du Bruit